# Dragon Quest
Dragon Quest (ドラゴンクエスト Doragon Kuesuto?), i Nordamerika tidigare utgiven under titeln Dragon Warrior, är en japansk datorrollspelsserie, producerade av Enix (sedermera Square Enix). Seriens många installationer har dykt upp på ett otal olika konsoler; allt från Famicon/NES till Playstation 2, och även till vissa mobiltelefonmodeller.
Dragon Quest skapades i mitten av 80-talet av Yuji Horii, som har varit inblandad som scenario-författare i samtliga spel i serien. En annan person som varit inblandad sedan början är Akira Toriyama, kanske mest känd som författare till den populära manga-serien Dragon Ball. Toriyama har stått för spelens figur- och monsterdesign.

## Spel

### Ordinarie spel
- Dragon Quest (1986) (NES)
- Dragon Quest II (1987) (NES)
- Dragon Quest III (1988) (NES)
- Dragon Quest IV (1990) (NES)
- Dragon Quest V (1992) (SNES)
- Dragon Quest VI (1995) (SNES)
- Dragon Quest VII (2000) (PS1)
- Dragon Quest VIII (2004) (PS2)
- Dragon Quest IX (2009) (NDS)
- Dragon Quest X (2012) (Wii)
- Dragon Quest XI (2017) (PS4, 3DS)